# گلادیاتوس
گلادیاتوس یک بازی تحت وب از شرکت گیم فورج است. در این بازی فرد به عنوان یک گلادیاتور در دنیای روم باستان زندگی می‌کند.

## گیم پلی
وقتی که شما بر روی سرور انتخاب شده ثبت نام کرده‌اید، شما می‌توانید انتخاب کنید که یا گلادیاتور زن یا گلادیاتور مرد باشید، ولی بعد از انتخاب و راضی نبودن از جسم خود می‌توانید در قسمت هرمیت با پرداخت ۲۰ عدد یاقوت جسم خود را تغییر دهید.
بعد از انتخاب شما می‌توانید بازی را شروع کنید.

### بررسی کلی
بررسی اجمالی جایگاه بسیار مهمی برای هر کاربر است، بعد از ورود به سیستم اولین چیزی که می‌توانید ببیند بررسی کلی می‌باشد چه حرفه‌ای باشد یا چه مبتدی فرقی نمی‌کند. مرور کلی به شما این اجازه را می‌دهد که آمار شخصیت خود را به دقت بررسی کنید، ارتش و نیروی خودتان را ببینید و همین‌طور سلاح‌های خود و تجهیزات که به آن مجهز هستید را بررسی کنید.
برای ارتباط با بازیکن‌های دیگر از این کنسول استفاده می‌شود.

### قهرمان
در این بازی ما با قهرمان شروع کرده و قهرمان خود را پرورش می‌دهیم تا بین قهرمانان دیگر برتر از دیگران شویم. درمرحله بین ۱ تا ۹ و ۱۰ تا ۱۹ و … قهرمانان می‌توانند بایک دیگر مبارزه کنند و با جنگیدن‌های بسیار بتوانند جام را ببرند و پیروز شوند.

### لیست بهترین بازیکنان
بالاترین امتیازات به شما این اجازه را می‌دهد که بازیکنان با امتیازات بالا را مشاهده کنید، و آن‌ها را بر اساس میزان افتخارت کسب کرده یا طلا بدست آمده یا بر اساس مرحله بازیکن مرتب کنید همچنین می‌توانید بازیکن مد نظر خود را جستجو کنید یا جایگاه آن را بررسی کنید

### قسمتهای بیرونی بازی
1. بندرگاه دزدان دریایی
2. اردوگاه راهزن‌ها
3. غار گرگ‌ها
4. دهکده قوم بربر‌ها
5. هرمیت
6. جنگل ترسناک
7. جایگاه قدیمی فرمانروایان

در کلیه قسمت‌های بالا به شما مأموریتهایی برای نبرد با شخصیت‌های بازی داده خواهد شد مثل گرگ‌ها، نگاهبان معبد، هارپی‌ها، راهزن‌ها،.... و برای تحقیقات از طریق هرمیت به سفرهای مختلف (آفریقا، آلمان) خواهید رفت و از طریق این اجزاء بازی می‌توانید تجربه، مهارت، جذابیت، قدرت، طلا و … بدست آورید و همین‌طور می‌توانید ابزارها و سلاح‌های خود را نیز تقویت کنید.

### قسمتهای درونی بازی
1. شغل یا استبل: که بازیکنان در این قسمت می‌توانند در قسمت‌های مختلف استخدام ساعتی شوند و دستمزد روزانه بدست آورند. عناوین کاری به این شرح می‌باشد:
  - سناتور، جواهر ساز، کارگر اصطبل، کشاورز، قصاب، ماهیگیر، نانوا
2. میدان جنگ: برگزارکننده جنگ بین بازی کننان می‌باشد که دارای دو قسمت می‌باشد
  1. محل قوی‌ترین جنگجویان
  2. محل مبارزه که بسته به مرحله بازیکنان قابل استفاده می‌باشد.
3. استراحتگاه: شما در اینجا می‌توانید مأموریت‌های جدید گرفته و با انجام دادن آن‌ها می‌توانید پاداش، قدرت، جذبه، تجربه ،... بدست آورده و میزان مرحله خود را افزایش دهید.
4. آموزش: شما در این قسمت با پرداخت طلا می‌توانید قدرت، مهارت، چابکی، سلامتی جسم، جذابیت و باهوشی خود را ارتقا دهید. مهم‌ترین آموزش که بیشتر از همه برای یک گلادیاتوس اهمیت دارد جذابیت است، بعد از جذابیت، چابکی و مهارت بیشترین تأثیر را در قدرت دارد.
5. کارگاه جنگ‌افزار سازی: در اینجا می‌توانید سلاح مورد نظر خود را خریداری کنید.
6. کارگاه زره سازی: در اینجا می‌توانید زره مورد نظر خود را خریداری کنید.
7. اجناس عمومی: که شامل دستکش و کفش‌ها، مواد غذایی می‌شود برای فروش ارائه می‌شود.
8. کیمیاگر: در اینجا می‌توانید عصاره ریشه درختان، شربت‌های افزایش دهنده میزان سلامتی، .... خریداری کنید.
9. جواهر فروش: در اینجا می‌توانید با خرید یاقوت سرخ از مزایای آن استفاده کنید. همچنین در این قسمت شما می‌توانید از پاداش فرمانرواها استفاده کنید و از قدرتها و امکاناتی خاص برخوردار شوید.
10. محل حراج: در اینجا می‌توانید کالاهای ضروری گلادیاتور‌ها و سربازان را تأمین می‌کند.